# Station Southall
Station Southall is een spoorwegstation aan de Great Western Main Line in de plaats Southall, in de Londense buitenwijk Ealing.

## Geschiedenis

### Great Western
De Great Western Railway opende station Southall op 1 mei 1839, bijna een jaar nadat de lijn tussen Paddington en Maidenhead Riverside, het latere Taplow, op 4 juni 1838 was geopend. In 1859 werd de zijlijn naar Brentford Dock geopend voor vrachtvervoer en van 1860 tot 1942 reden er ook personentreinen op deze zijlijn, waarbij gebruik werd gemaakt van het ongenummerde perron ten zuiden van het station. Het betreffende spoor wordt nu alleen nog gebruikt als opstelspoor. Van 1 maart 1883 tot 30 september 1885, toen de dienst werd stopgezet omdat die onrendabel was, reed de District Railway treinen tussen Mansion House en Windsor die ook Southall aandeden. De goederenperrons uit 1839 werden in 1967 gesloten en opgebroken. De Great Western Main Line bij Southall werd in de jaren 90 van de 20e eeuw geëlektrificeerd als onderdeel van het Heathrow Express-project.

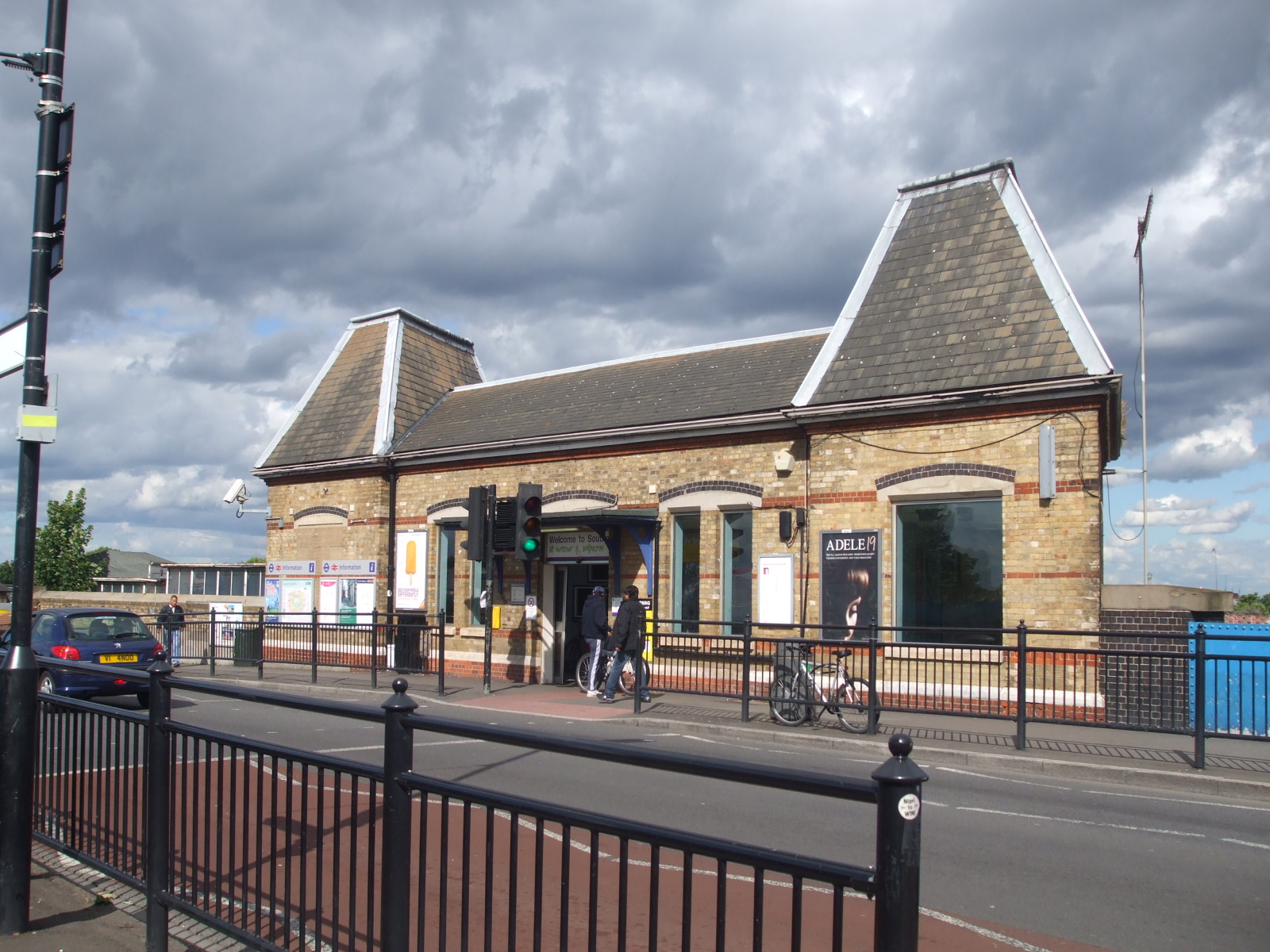
Het oude stationsgebouw.
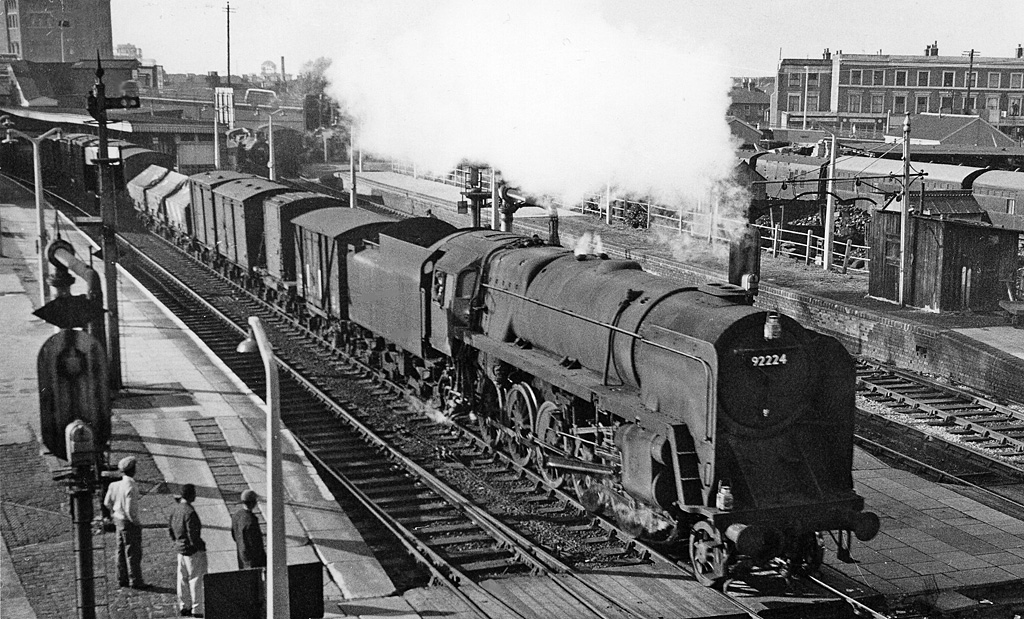
Een goederentrein naar Londen passeert Southall op 28 oktober 1961.
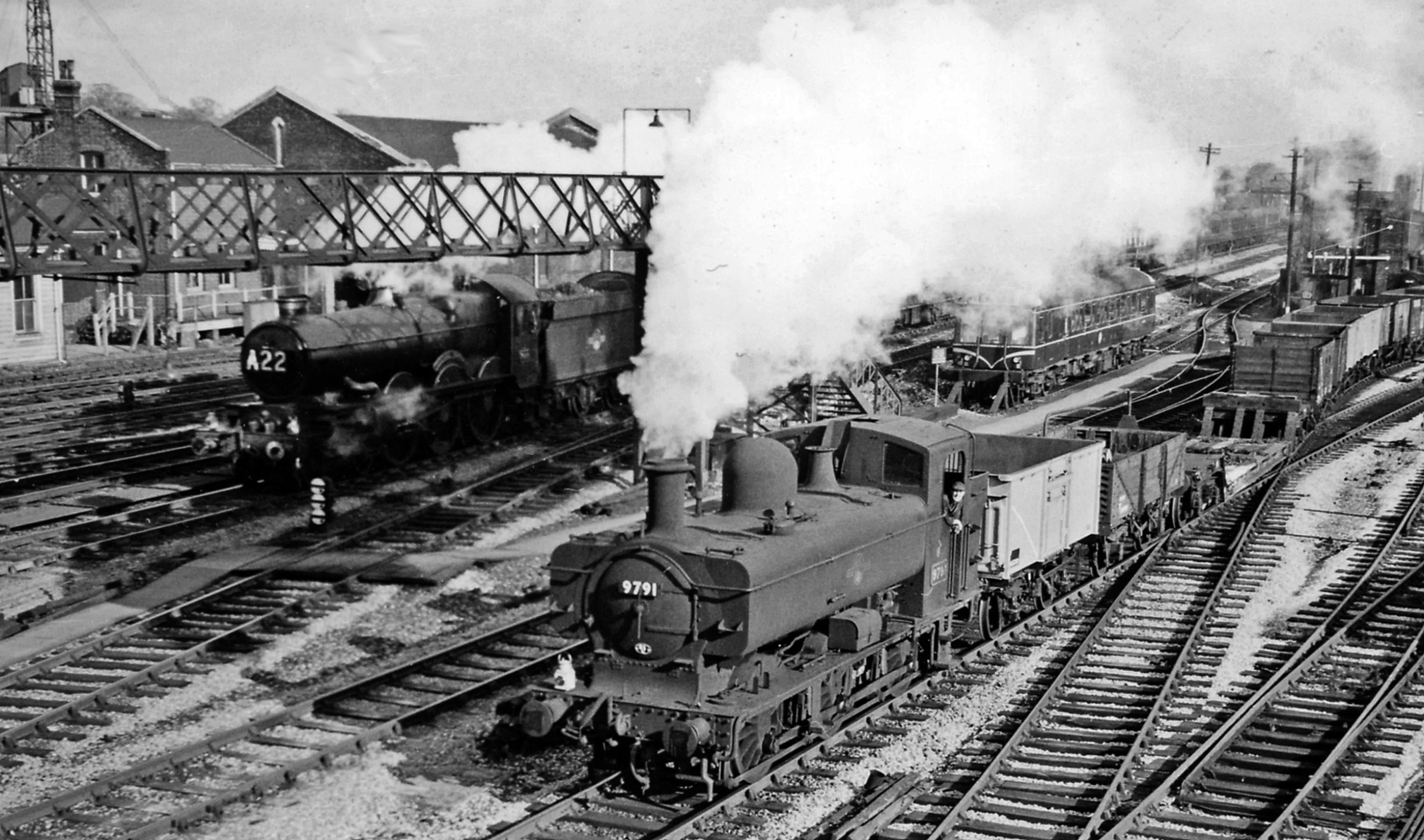
Een goederentrein rijdt binnen vanaf de zijlijn ook op 28 oktober 1961.

### Crossrail
Southall was in de plannen van Crossrail uit de jaren 90 van de 20e eeuw opgenomen als onderdeel van hun oost-west lijn, de Elizabeth line. Het bovengrondse deel van deze lijn ten westen van de stad bestaat uit bestaande spoorlijnen en stations, waaronder Southall, die zijn aangepast voor stadsgewestelijk verkeer. De bouw van de Elizabeth line begon in 2008 en zou eind 2018 geopend worden. In 2004 werd een inspraakronde gehouden over het voorstel voor een nieuw, rolstoeltoegankelijk, stationsgebouw en het verlengen van de perrons. Het aantal beschikbare zitplaatsen naar het centrum van Londen zou verdrievoudigen, als gevolg van langere en frequentere treinen In maart 2010 heeft het Crossrail Specialist Scrutiny Panel aanbevolen de aanpassingen ten behoeve Crossrail in te passen in de stadsvernieuwing rond het station, waaronder de ontwikkeling van Southall Gas Works en de landschapsarchitectuur voor braakliggende gronden.
In mei 2011 kondigde Network Rail aan dat het verbeteringen en aanpassingen zou leveren om het station voor te bereiden op Crossrail. Deze werkzaamheden omvatten perronverlengingen en het nieuwe stationsgebouw door Bennetts Associates werd ontworpen. Het stationsgebouw heeft een gelijkvloerse toegang vanaf South Road en alle perrons zijn rolstoeltoegankelijk gemaakt. In de buitenruimte zijn bomen, verbrede trottoirs en fietsenstallingen gekomen die bekostigd zijn door Transport for London en Ealing Borough Council. In 2015 keurde de Ealing Council de voorgestelde werkzaamheden in Southall goed, waardoor de eerste bouwwerkzaamheden konden beginnen.
In 2017 werd bekend dat de oplevering van het station werd uitgesteld tot 2019. In 2019 werden contracten voor het nieuwe stationsgebouw gegund, waardoor de bouw van het nieuwe stationsgebouw kon beginnen. Door vertragingen als gevolg van de COVID-19-pandemie is het gerenoveerde station op 26 augustus 2021 geopend.

## Ligging en inrichting

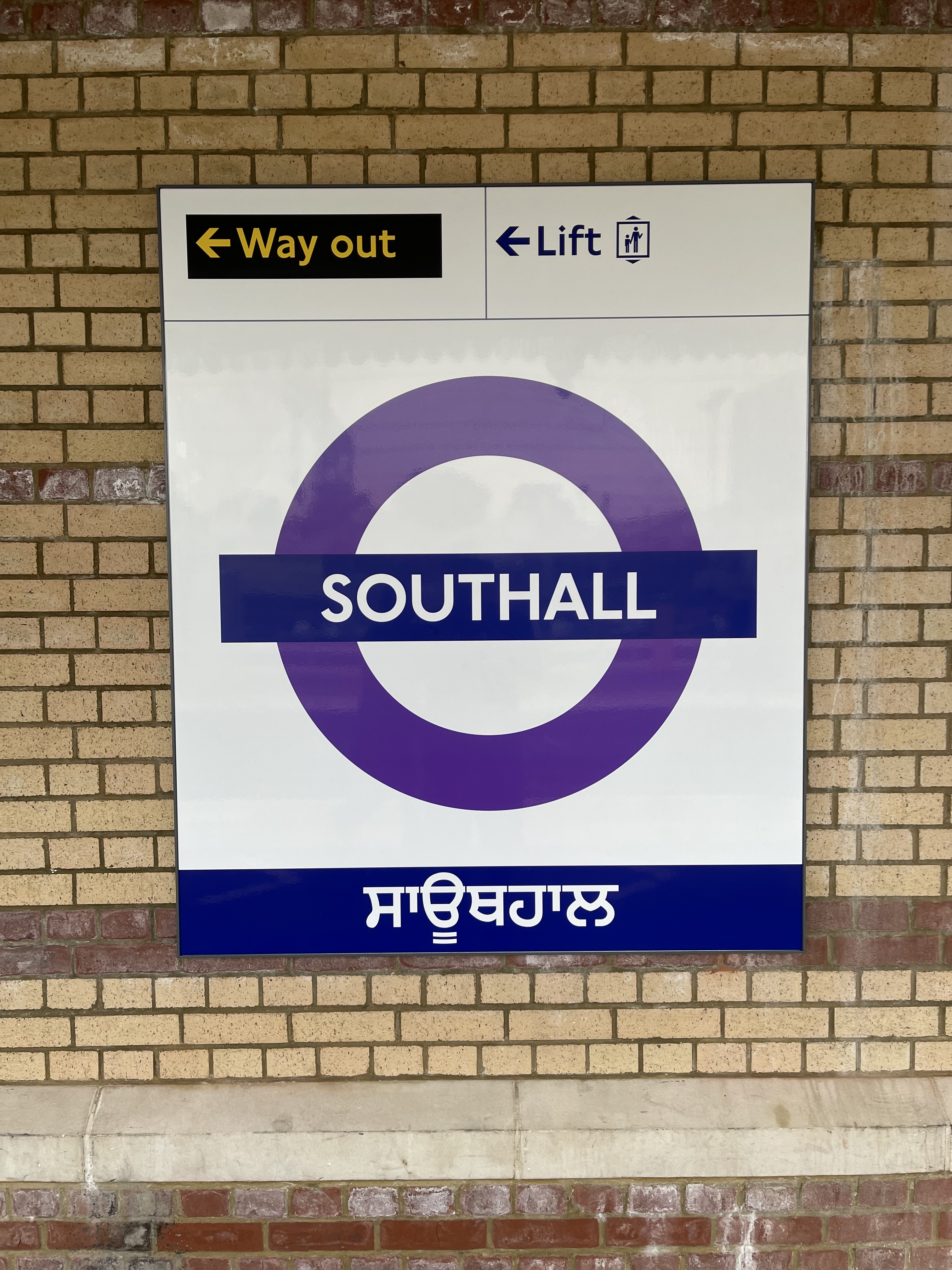
Southall station roundel, with ਸਾਊਥਹਾਲ in Gurmukhi

Het station ligt waar de South Road de sporen kruist met een viaduct op 14,6 kilometer ten westen van Paddington in travelcardzone 4. Het oorspronkelijke stationsgebouw ligt boven de sporen langs het viaduct, het gebouw uit 2021 ligt ten noorden van de sporen. Het station is van National Rail en wordt beheerd door Transport for London.
Het station heeft vijf perrons, waarvan er één ongenummerd is en alleen wordt gebruikt voor vracht en speciale evenementen. In de normale dienst stoppen er geen treinen op het ongenummerde spoor en op de sporen (1 en 2) voor sneldiensten. De sporen 3 en 4 worden gebruikt door alle treinen die het station bedienen. Het nieuwe stationsgebouw heeft een kaartverkoop en OV-poortjes, en is met een loopbrug en liften verbonden met de perrons langs spoor 3 en 4. Zodoende zijn deze perrons rolstoeltoegankelijk, terwijl de andere perrons tijdens de normale dienst ontoegankelijk zijn en met poortjes zijn afgesloten.
In 1995 werden naast Engelstalige bebording ook opschriften in Gurmukhi geïntroduceerd in verband met de grote Punjabi gemeenschap rond het station. In 2007 ontstond er ophef nadat andere groepen bezwaar hadden gemaakt tegen het gebruik van een andere taal buiten het Engels. First Great Western, de toenmalige beheerder van het station, kondigde een heroverweging aan, maar ook het nieuwe station heeft opschriften in Gurmukhi gekregen. Het is een van de weinige stations in Engeland met tweetalige bewegwijzering, de andere zijn Whitechapel (Bengaals), Wallsend (Latijn), Hereford (Welsh), Moreton-in-Marsh (Japans) en St Pancras International, Ebbsfleet International en Ashford International (allemaal Frans).
Southall Railway Centre - een spoorweg erfgoedcentrum is gevestigd in een deel van het voormalige locomotieven depot van Southall (zichtbaar vanaf het station: ten zuiden van de hoofdlijn, richting Paddington). Het is de thuisbasis van de GWR Preservation Group.

## Ongeval
Op 19 september 1997 reed een reizigerstrein van Great Western Trains van Swansea naar London Paddington door rood en botste met een goederentrein, waarbij 7 mensen om het leven kwamen en 139 anderen gewond raakten. De machinist, Larry Harrison, werd aangeklaagd wegens doodslag, maar de zaak tegen hem werd geseponeerd. Great Western Trains kreeg een boete van £ 1,5 miljoen voor de botsing. Sinds dit ongeluk en het nog ernstigere bij Ladbroke Grove enkele kilometers naar het oosten, vereist First Great Western dat al haar treinen hun ATP -treinbeïnvloedingssysteem- te allen tijde hebben ingeschakeld. Als de apparatuur defect is, wordt de trein buiten dienst gehouden.

## Reizigersdienst
De Elizabeth line werd op 17 mei 2022 geopend, vooruitlopend hierop nam Transport for London (TfL) op 20 mei 2018 de stopdiensten tussen Paddington en Heathrow, de Heathrow Connect, over. Sinds oktober 2008 kunnen reizigers op Southall gebruikmaken van de Oyster pay as you go kaart van het Londens OV. Op 15 december 2019 nam TfL ook de diensten op de westtak naar Reading onder haar hoede onder de naam TfL Rail. De diensten ten westen van Paddington worden sinds 24 mei 2022 gereden onder de naam Elizabeth line al moeten reizigers tot de opening van Bond Street, in het najaar van 2022, in Paddington overstappen tussen de bovengrondse perrons van het westelijke deel van de lijn en de ondergrondse perrons van het oostelijke deel van de Elizabeth line. De dienstregeling van de Great Western Railway en Elizabeth Line omvat:
In de daluren van maandag t/m zaterdag:
- 6 treinen per uur naar London Paddington
- 2 treinen per uur naar Reading
- 2 treinen per uur naar Heathrow Terminal 4
- 2 treinen per uur naar Heathrow Terminal 5

Op zondag:
- 6 treinen per uur naar London Paddington
- 2 treinen per uur naar Reading waarvan er 1 doorgaat naar Didcot Parkway
- 2 treinen per uur naar Heathrow Terminal 4
- 2 treinen per uur naar Heathrow Terminal 5